# Deltoplastis
Deltoplastis é um gênero de traça pertencente à família Agonoxenidae.